# 2894 (роман)
«2894, або Викопна людина (Сон в зимову ніч)» (англ. 2894, or The Fossil Man (A Midwinter Night's Dream)) — утопічний роман 1894 року, який написав американський письменник Волтер Браун та який вийшов у Нью-Йорку у видавництві G. W. Dillingham. Один із романів головної хвилі утопічної та антиутопічної літератури, яка характеризувала останні десятиліття дев'ятнадцятого століття.
За даними Лаймана Тауера Сарджента, станом на середину 1970-х років «2894» не було в жодній бібліотеці: два примірники існують у приватних колекціях.

## Сюжет
У книзі йдеться про зміну традиційних гендерних ролей і описується суспільство «домінантних жінок і покірних чоловіків». Це один із перших прикладів фантастичних художніх творів, у яких розглядалася тема гендерних ролей.